# Grochowiska (województwo wielkopolskie)
Grochowiska – osada w Polsce położona w województwie wielkopolskim, w powiecie ostrowskim, w gminie Odolanów. Leży ok. 8 km na południowy zachód od Ostrowa Wielkopolskiego. Od zachodu graniczy z wsią Huta, a od wschodu z Nadstawkami.
Miejscowość położona była W latach 1975–1998 w województwie kaliskim, a przed rokiem 1975 i od 1999 w powiecie ostrowskim.